# Pachfurth
Pachfurth ist eine Ortschaft und eine Katastralgemeinde der Marktgemeinde Rohrau im Bezirk Bruck an der Leitha in Niederösterreich.  Die Ortschaft hat 694 Einwohner (Stand 1. Jänner 2024). Bis Ende 1971 war Pachfurth eine eigenständige Gemeinde.

## Geografie
Links der Leitha am Rand der Leithaauen gelegen, führt die Rohrauer Straße durch das Dorf. Die Leitha selbst ist heute kanalisiert und verläuft etwas weiter im Osten, während die Altarme in der Leitha-Au noch den ursprünglichen Verlauf der Leitha wiedergeben. Diese historische Leitha stellt auch die Landesgrenze zum Burgenland dar, die stellenweise bis an das verbaute Gebiet reicht.
Südöstlich des Ortes befindet sich die Speedworld mit mehreren Kartstrecken, einem Jet-Ski-Teich und einem Paintball-Areal.

## Geschichte
In der Dorfstraße ist noch der alte Ortskern erkennbar. Laut Adressbuch von Österreich waren im Jahr 1938 in der Ortsgemeinde Pachfurth zwei Bäcker, ein Baumeister, zwei Gastwirte, zwei Gemischtwarenhändler, eine Milchgenossenschaft, ein Schmied, zwei Schuster, ein Tischler, ein Wagner und mehrere Landwirte ansässig.
Mit 1. Jänner 1972 wurden im Rahmen der Niederösterreichischen Kommunalstrukturverbesserung die bis dahin selbständigen Gemeinden Hollern und Pachfurth nach Rohrau eingemeindet.

## Persönlichkeiten
- Hellmuth Bodenteich (1921–2014), Maler und Grafiker
- Rudolf Winkelmayer (* 1955), Tierarzt, Autor, Tierschützer und Tierethiker